# Кушнир, Василий Михайлович
Василий Михайлович Кушнир (укр. Василь Михайлович Кушнір; 17 сентября 1893, село Окно Австро-Венгрия (ныне Тернопольская область, Украина) — 25 сентября 1979, Виннипег, Канада) — украинский религиозный и общественный деятель, греко-католический священник. Доктор богословия (1927)

## Биография
Изучал богословие во Львове и Инсбруке. После рукоположения служил священником в сёлах Западной Украины. В 1927 получил степень доктора теологии, преподавал в духовной семинарии в Станиславе (сейчас Ивано-Франковск).
С 1934 проживал в Канаде, канцлер епархии Виннипега. Затем генеральный викарий, член — основатель Комитета украинцев Канады, реорганизованного в Конгресс украинцев Канады, общественную организацию объединяющую политические, общественные, культурные организации украинцев Канады, а также украинские канадские церкви.
В 1940—1952, 1957—1971 был его президентом, в 1971 году избран его почётным президентом.
Занимался опекой лагеря для интернированных воинов дивизии СС «Галичина» «Макмерри» в Шотландии. В ноябре 1946 В. Кушнир и В. Коссар вручили петицию от имени Конгресса украинцев Канады Генеральному секретарю ООН Трюгве Ли с призывом ООН создать организацию, которая бы занялась осуществлением финансирования, транспортировки и переселения 800 тыс. перемещенных лиц украинской национальности, в частности, оказании помощи в поселении 300 тыс. таких лиц в Канаде, США, Аргентине.
Основатель и председатель Панамериканской украинской конференции, член Канадского Совета народного искусства, председатель и первый президент Всемирного конгресса украинцев.
Награждён канадской Шевченковской медалью.